# اکسل استوله
اکسل استوله (انگلیسی: Axel Ståhle؛ ۱ فوریه ۱۸۹۱ – ۲۱ نوامبر ۱۹۸۷) سوارکار و کاپیتان ارتش اهل سوئد بود.
وی در مسابقات کشوری و بین‌المللی در مجموع برندهٔ ۱ مدال طلا شده‌است.